# ヒメシロモンドクガ
ヒメシロモンドクガ（学名:Orgyia thyellina）はチョウ目ドクガ科に属するガの一種。北海道、本州、四国、九州と、シベリア、朝鮮半島、台湾に生息する。

## 形態
ドクガ科であるが、卵、幼虫、繭、成虫ともに毒針毛を持たない。

## 生態
幼虫はプラタナスを食草とする。